# Granville Barrere
Granville Barrere (* 11. Juli 1829 in New Market, Highland County, Ohio; † 13. Januar 1889 in Canton, Illinois) war ein US-amerikanischer Politiker. Zwischen 1873 und 1875 vertrat er den Bundesstaat Illinois im US-Repräsentantenhaus.

## Leben
Granville Barrere war ein Neffe des Kongressabgeordneten Nelson Barrere (1808–1883) aus Ohio. Er besuchte die öffentlichen Schulen seiner Heimat und das Augusta College in Kentucky sowie das Marietta College in Ohio. Nach einem anschließenden Jurastudium und seiner 1853 erfolgten Zulassung als Rechtsanwalt begann er in Marion (Arkansas) in diesem Beruf zu arbeiten. 1855 zog er nach Bloomington in Illinois. Noch im selben Jahr verlegte er seinen Wohnsitz und seine Anwaltskanzlei nach Canton. In seiner neuen Heimat wurde er Mitglied im Bildungsausschuss und im Gemeinderat.
Politisch schloss sich Barrere der Republikanischen Partei an. Bei den Kongresswahlen des Jahres 1872 wurde er im neunten Wahlbezirk von Illinois in das US-Repräsentantenhaus in Washington, D.C. gewählt, wo er am 4. März 1873 die Nachfolge des Demokraten Thompson W. McNeely antrat. Da er im Jahr 1874 von seiner Partei nicht mehr zur Wiederwahl nominiert wurde, konnte er bis zum 3. März 1875 nur eine Legislaturperiode im Kongress absolvieren.
Nach dem Ende seiner Zeit im US-Repräsentantenhaus praktizierte Granville Barrere wieder als Anwalt. Er starb am 13. Januar 1889 in Canton, wo er auch beigesetzt wurde.